# Finntroll
I Finntroll sono un gruppo musicale folk metal finlandese. Nella loro musica fondono elementi di black metal con la humppa, una forma di polka finlandese. I testi dei Finntroll sono cantati in lingua svedese di finlandia, lingua madre dell'ex cantante Katla.

## Storia del gruppo

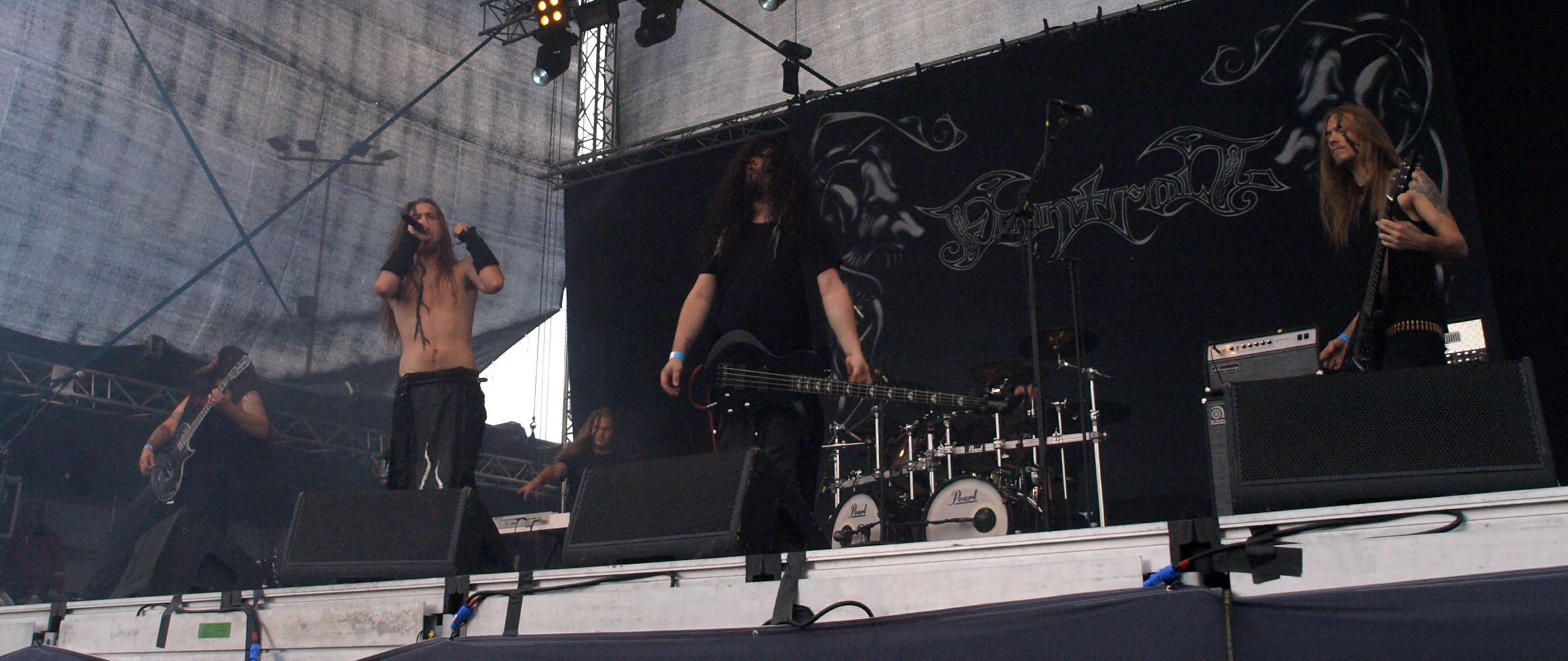
I Finntroll al Myötätuulirock 2011

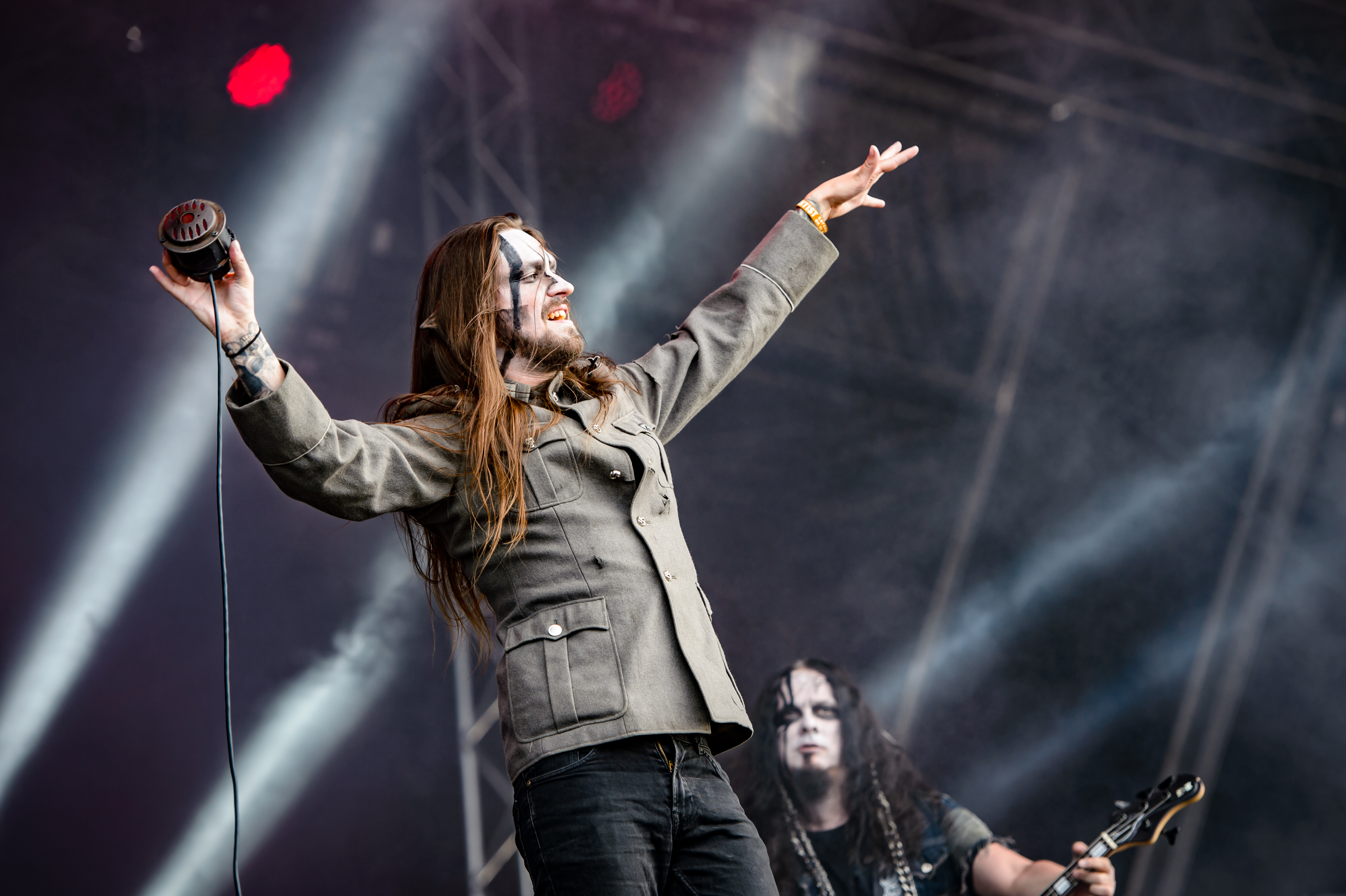
Vreth (Mathias Lillmåns) e Tundra (Sami Uusitalo)

I Finntroll nascono nel marzo del 1997 da Teemu "Somnium" Raimoranta, chitarrista degli Impaled Nazarene, e da Jan "Katla" Jämsen, che ubriachi in sala prove si misero a improvvisare su ritmiche black metal melodie folk di humppa.
Un anno dopo, nel 1998 registrano il loro primo demo, Rivfader. Dopo questo primo demo in cassetta, Samu Ruotsalainen (dei Barathrum e dei Rapture), Samuli Ponsimaa, Henri "Trollhorn" Sorvali (dei Moonsorrow) e Sami Uusitalo entrano a far parte della band. L'etichetta discografica Spinefarm si interessa a loro, firmando un contratto che risulta nella produzione del 1999 di Midnattens Widunder (Gli orrori di mezzanotte).
Nel 2001 viene pubblicato l'album Jaktens Tid (Età della caccia), che arriva al ventesimo posto delle classifiche finlandesi. Il conseguente aumento di popolarità attira l'attenzione della Century Media, che inizia a pubblicizzare i Finntroll in tutto il mondo. L'estate seguente la band partecipa al suo primo festival in Finlandia ed in altre nazioni.
L'anno successivo all'uscita dell'album alcuni tour vengono cancellati: il cantante Katla è costretto a ritirarsi dalla band a causa di un tumore di causa virale alle corde vocali non rimovibile chirurgicamente. Si ritirerà dopo la pubblicazione dell'ep Visor om Slutet (Canzoni sulla fine). Questo album viene registrato nei primi giorni del gennaio 2003 in una sala di registrazione in una foresta vicino ad Helsinki. È un "esperimento acustico" , dove Katla e la nuova voce Tapio Wilska (Sethian e Lyijykomppania) si dividono il compito di cantante per il disco. L'album viene pubblicato come disco a basso prezzo, e rimane per molte settimane primo nelle classifiche dei dischi economici finlandesi.

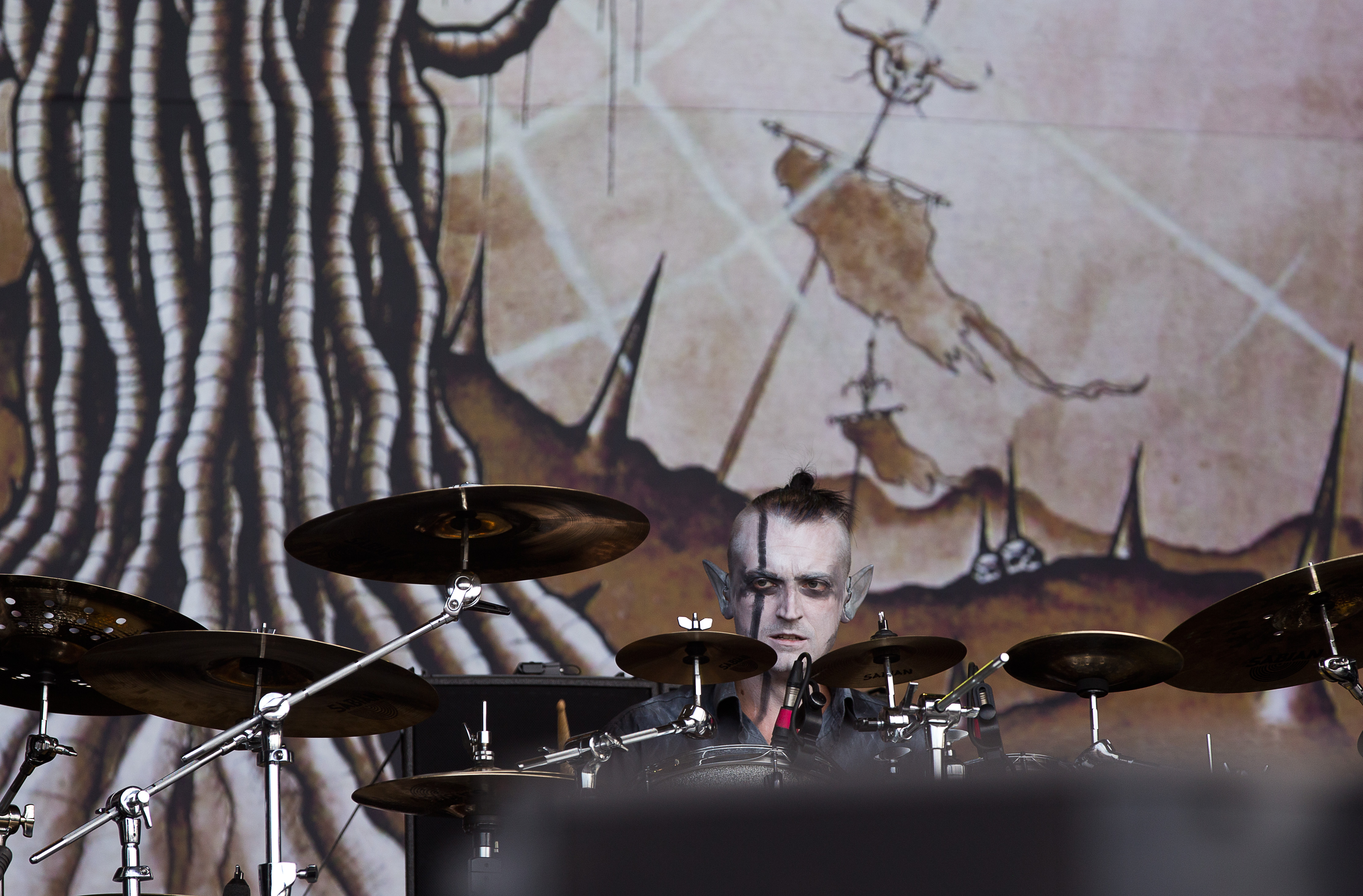
MörkÖ (Heikki Saari)

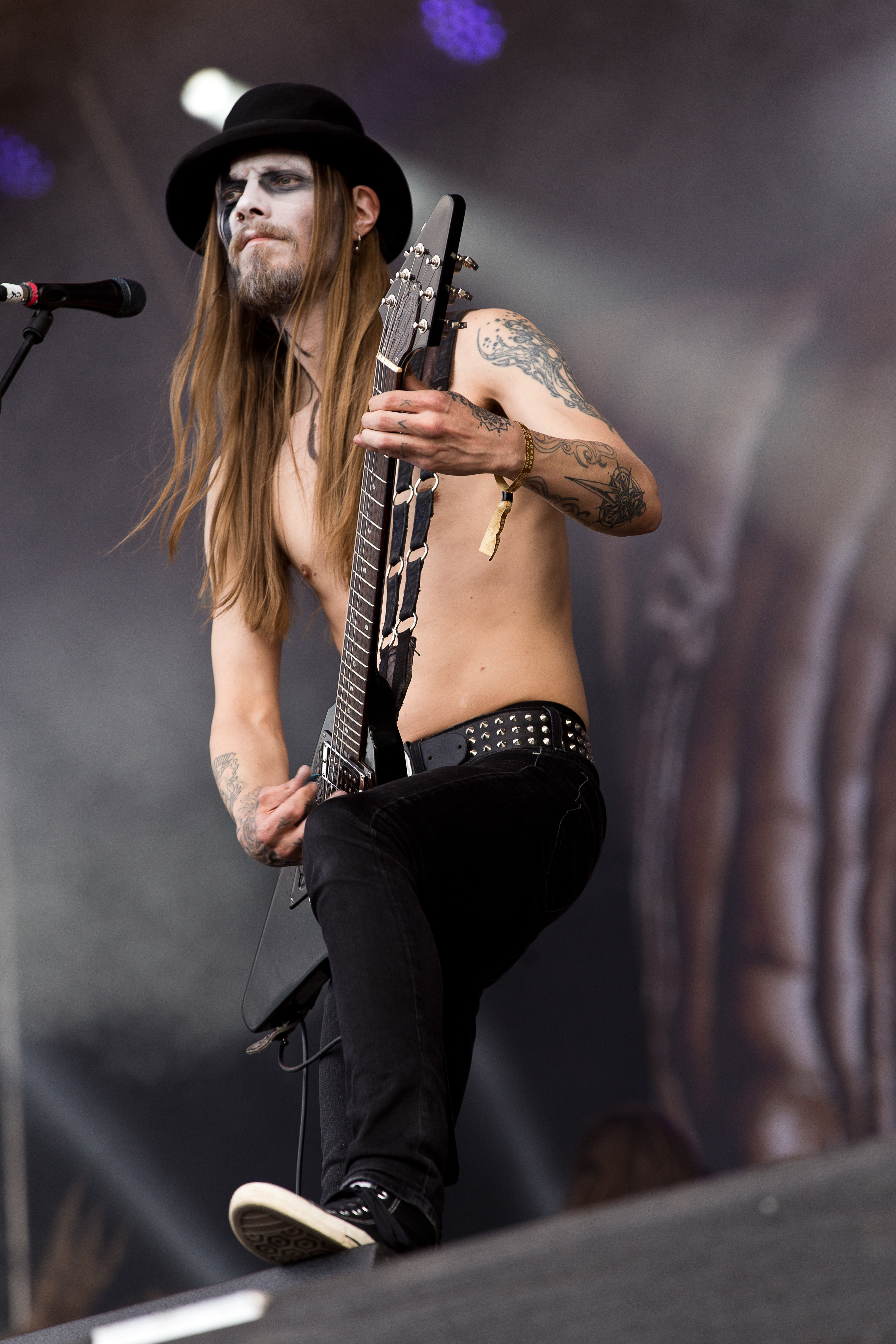
Skrymer (Samuli Ponsimaa)

Appena due settimane dopo l'uscita di Visor om Slutet, Somnium si suicida gettandosi da un ponte a Helsinki dopo aver assunto (secondo la storia ufficiale) dosi troppo elevate di alcoolici. Le due persone che erano con lui quella notte hanno però rivelato in seguito di averlo visto saltare dal ponte, togliendosi la vita. I Finntroll decidono comunque di continuare a suonare, facendo un tour di due settimane in Europa, come band di supporto ai Katatonia . Il chitarrista Mikael "Routa" Karlbom, un amico della band, diventa il nuovo sostituto di Somnium.
Nel 2004, la band produce un EP, Trollhammaren (Martello del Troll), preludio dell'album Nattfödd (Nascita della notte).

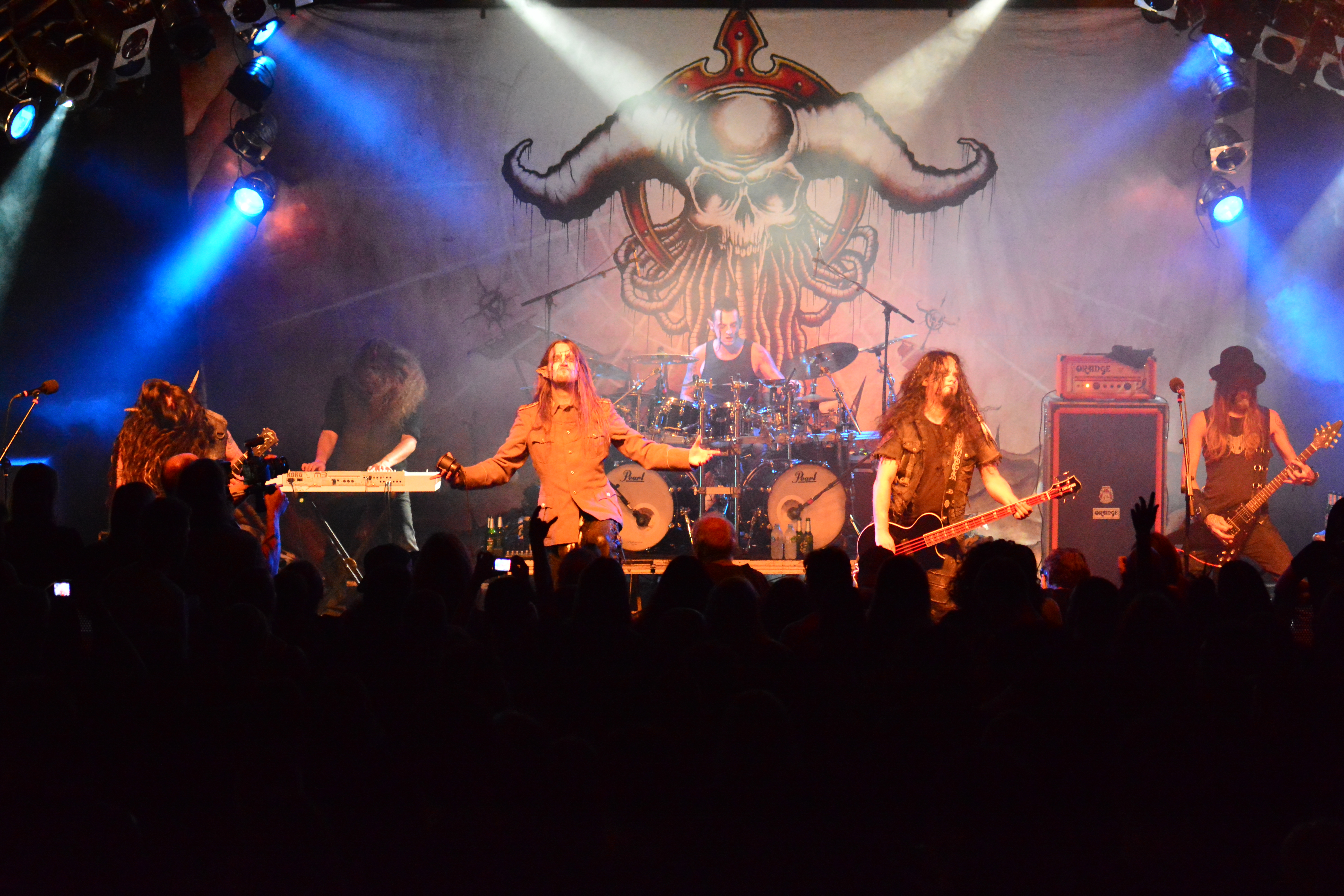
I Finntroll all'Hamburg Metal Dayz 2014

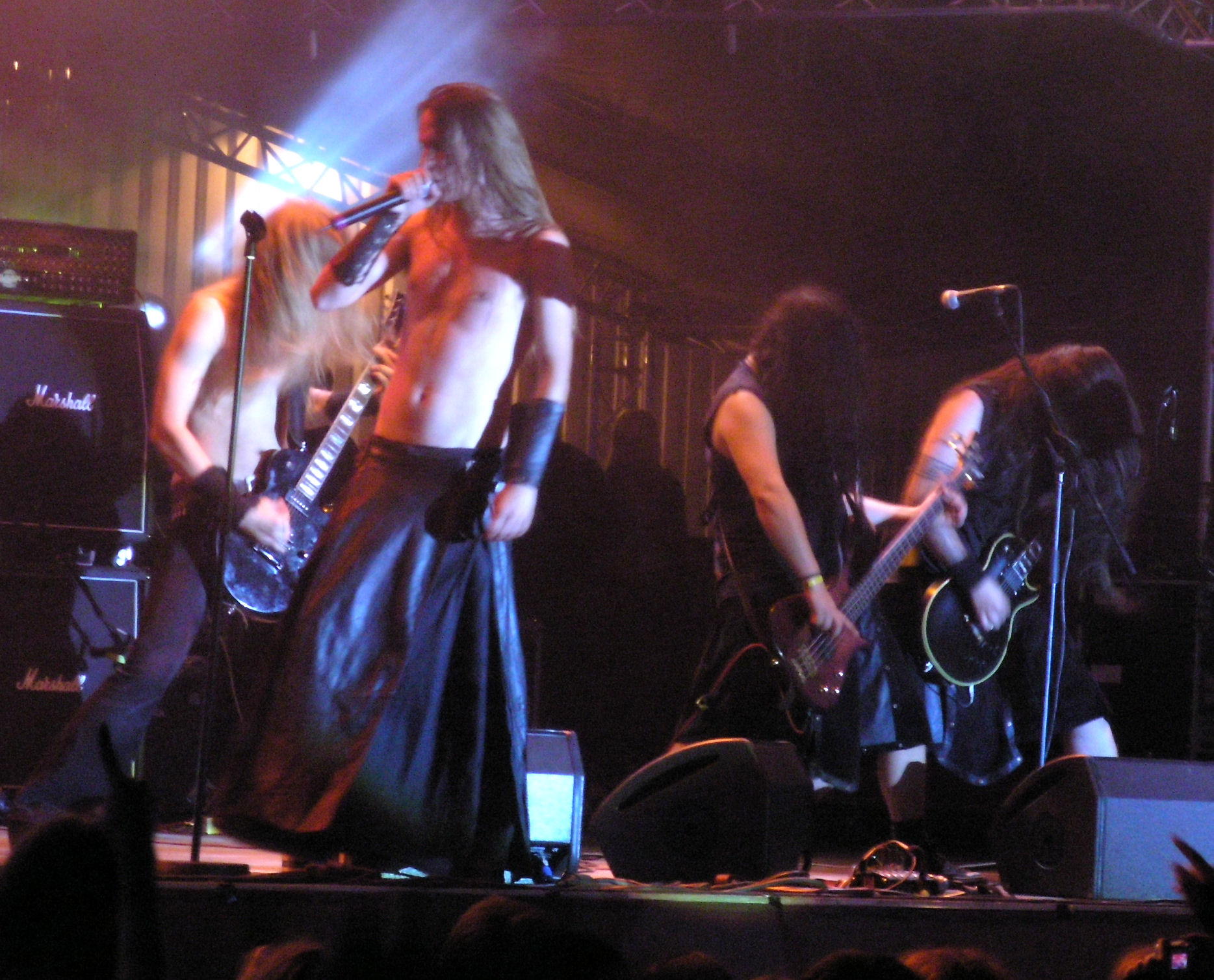
I Finntroll al Monsters of Rock 2007

Agli inizi della preparazione del nuovo album, Wilska deve lasciare per motivi personali i Finntroll, che trovano nuova voce in Mathias "Vreth" Lillmåns (dei Twilight Moon e dei Chthonian). Nel 2007 esce Ur Jordens Djup (Dalle profondità della terra), un ritorno alle sonorità che tendono più al black metal di Midnattens Widunder, conservando comunque l'epicità e il folk tipici della band. In quest'album tutti i testi sono stati scritti dal "ritrovato" fondatore Katla.
Il 19 febbraio 2010 esce in Italia Nifelvind, seguito da un tour per promozionarlo, il PaganFest.
La band nel 2013 ha inciso il suo nuovo album, Blodsvept.

## Formazione

### Formazione attuale
- Mathias "Vreth" Lillmåns - voce (dal 2006)
- Samuli "Skrymer" Ponsimaa - chitarra (dal 1998)
- Mikael "Routa" Karlbom - chitarra (dal 2003)
- Sami "Tundra" Uusitalo - basso (dal 1998)
- Henri "Trollhorn" Sorvali - tastiera (dal 1998)
- Aleksi "Virta" Virta - tastiera (dal 2005)
- Heikki "MörkÖ" Saari - batteria (dal 2014)

### Ex componenti
- Tapio Wilska - voce (2002-2006)
- Jan "Katla"Jämsen - voce (1997-2001), tastiera (1997-1998)
- Teemu "Somnium" Raimoranta - chitarra (1997-2003)
- Tomi Ullgren - chitarra (1997-1998)

## Discografia

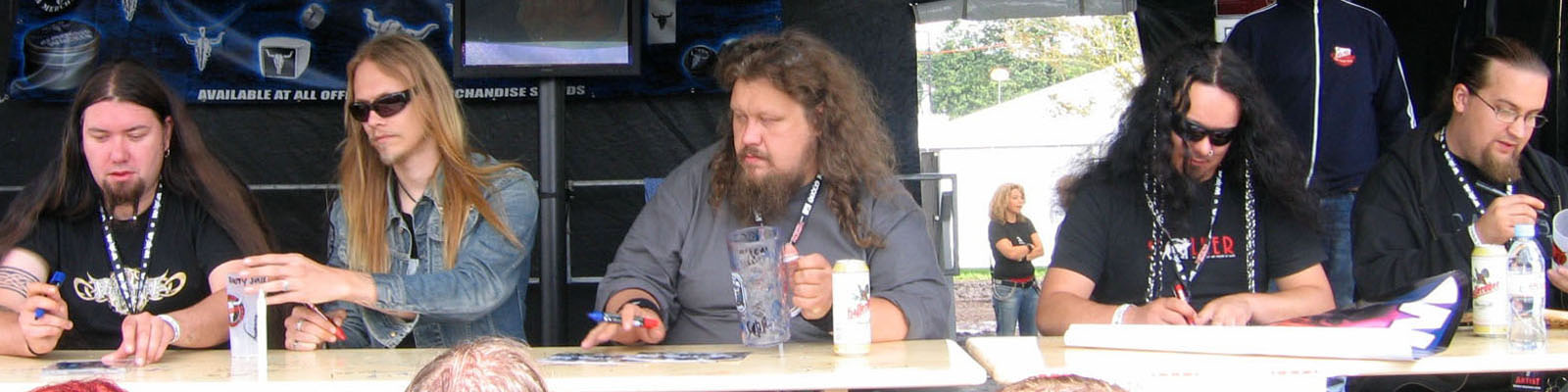
I Finntroll ad un Meet & Greet al Wacken Open Air 2005

Album in studio
- 1999 - Midnattens Widunder
- 2001 - Jaktens Tid
- 2003 - Visor om Slutet
- 2004 - Nattfödd
- 2007 - Ur Jordens Djup
- 2010 - Nifelvind
- 2013 - Blodsvept
- 2020 - Vredesvävd

EP
- 2003 - Visor om Slutet
- 2004 - Trollhammaren

Demo
- 1998 - Rivfader